# Alakai
Die Alakai ist eine Katamaranfähre. Sie wurde von Hawaii Superferry 2007 als Fährverbindung der Hawaii-Inseln zwischen Oʻahu und Maui eingesetzt, sie benötigte rund drei Stunden für eine Fahrt. Nach einem Urteil des Obersten Gerichts Hawaiis wurde der Betrieb in Hawaii untersagt, das Unternehmen ging in Konkurs und gab die Alakai und ihr noch in Bau befindliches Schwesterschiff auf. Eigner ist seitdem die United States Maritime Administration.

## Schiffsbeschreibung
Die Alakai ist eine 106 m lange RoRo-Passagier- und Autofähre. Sie hat eine Kapazität von 866 Passagieren und 282 Pkw.
Die Fahrzeugdecks können in fünf Minuten so umgerüstet werden, dass 20 LKW und 90 PKW Platz finden.
Wie bei dem Schwesterschiff Huakai wurden in dem Schiff einige umweltfreundliche Technologien umgesetzt, so ein nicht giftiger Unterwasseranstrich, Abwasserentsorgung an Land und emissionsarme Dieselmaschinen.
Die Alakai entstand von Juni 2004 bis Januar 2007 auf der Werft Austal USA (einem Geschäftsbereich der in Australien ansässigen Werft Austal) in Mobile, als Bau-Nummer 615 mit einer Länge von 106,5, einer Breite von 23,8 und einem Tiefgang von 3,65 Metern. Das Schiff ist mit 8.127 BRZ vermessen und verfügt über eine Tragfähigkeit von 800 tdw. Die Antriebsanlage besteht aus den Hauptmaschinen (4 × MTU 20V 8000 M71) mit jeweils 8200 kW bei 1150/min und 4 Wasserstrahlantriebe (KaMeWa 125 S11). Mit 90 % Motorleistung erreicht das Schiff eine Geschwindigkeit von 40 Knoten, die Reisegeschwindigkeit beträgt 35 Knoten.

## Nutzung
Die Schiffstaufe fand im April 2007 statt. Die Alakai erreichte Honolulu am 30. Juni 2007 nach einer 17-tägigen Fahrt. Die Jungfernfahrt fand am 26. August 2007 statt.
Am 13. Februar 2008 musste die Alakai ins Trockendock, um Schäden an den seitlichen Flossenstabilisatoren zu beheben, die sie Ende Januar erlitten hatte. Wegen eines Schadens an der Schiffshülle durch einen Schlepper, der bei der Einfahrt in das Trockendock manövrierunfähig geworden war, verlängerte sich die Zeit im Dock. Die Alakai nahm im frühen April 2008 den Dienst wieder auf, kurz nachdem Aloha Airlines den Betrieb aufgegeben hatte.
Am 17. März 2009 urteilte der Hawaii Supreme Court, dass die ohne Umweltverträglichkeitsstudien erteilte Betriebserlaubnis verfassungswidrig sei. Hawaii Superferry erwog andere Verwendungen des Schiffes, aber auch eine erneute Betriebsaufnahme nach Beendigung der Umweltprüfung, ging dann aber in Konkurs und gab die Alakai und ihr noch in Bau befindliches Schwesterschiff auf.
Im Januar 2010 kündigte die U.S. Maritime Administration an, die Schiffe zur Hilfe beim Erdbeben in Haiti zu senden.
Am 13. September 2010 wurden die Huakai und die Alakai durch den United States District Court für den Eastern District von Virginia auf einer Auktion für je 25 Millionen US-Dollar versteigert. Käufer soll die United States Maritime Administration sein.